# Baltimore (Vermont)
Baltimore és una població dels Estats Units a l'estat de Vermont. Segons el cens del 2000 tenia 250 habitants.

## Demografia
Segons el cens del 2000, Baltimore tenia 250 habitants, 92 habitatges, i 74 famílies. La densitat de població era de 20,7 habitants per km².
Dels 92 habitatges en un 34,8% hi vivien nens de menys de 18 anys, en un 68,5% hi vivien parelles casades, en un 7,6% dones solteres, i en un 18,5% no eren unitats familiars. En el 7,6% dels habitatges hi vivien persones soles el 2,2% de les quals corresponia a persones de 65 anys o més que vivien soles. El nombre mitjà de persones vivint en cada habitatge era de 2,72 i el nombre mitjà de persones que vivien en cada família era de 2,88.
Per edats la població es repartia de la següent manera: un 24,8% tenia menys de 18 anys, un 6,4% entre 18 i 24, un 32,8% entre 25 i 44, un 25,6% de 45 a 60 i un 10,4% 65 anys o més.
L'edat mediana era de 37 anys. Per cada 100 dones de 18 o més anys hi havia 111,2 homes.
La renda mediana per habitatge era de 44.375 $ i la renda mediana per família de 46.964 $. Els homes tenien una renda mediana de 28.750 $ mentre que les dones 21.563 $. La renda per capita de la població era de 17.260 $. Entorn del 2,4% de les famílies i el 7% de la població estaven per davall del llindar de pobresa.